# ザ・スーパー忍
『ザ・スーパー忍』（ザ・スーパーしのび, The Super Shinobi）は、1989年12月2日にセガから発売された、メガドライブ用横スクロールアクションゲームである。日本国外版のタイトルは『The Revenge of Shinobi』。
本作はセガのアーケードゲームである『忍 -SHINOBI-』（1987年）の流れを汲んだ忍者アクションゲーム。音楽担当が古代祐三ということでも話題を集めた。頭身の高いリアルなキャラクターによる多彩なアクション表現、忍術を使用する際の演出、背景の和風グラフィックなどもあって、セガ屈指のニンジャアクションゲームとして後世に名を残した。
敵の攻撃が当たりやすいなど全体的な難易度は高いが、それ故に却って「どうすればダメージを受けなくて済むか」という戦略性のあるプレイに繋がる。

## システム
基本的に横スクロールアクションだが、場面によっては縦にもスクロールする。敵を倒しつつ進み、ラウンド（ステージ）の最後に待ち受けるボスを倒せばラウンドクリアとなる。全8ラウンドで、ラウンド内はさらに3つのステージに分かれている。
基本攻撃は刀であるが、飛び道具として手裏剣も使用可能。ただし、手裏剣の所持数は有限であり、アイテムを取ることで道中での補給が可能である。敵がすぐそばにいる場合や、手裏剣を持っていない場合は刀で攻撃することになるほか、刀で敵の手裏剣をはじき返すことも可能。
敵の攻撃を受けてライフが無くなったり、穴に落ちると残機を一つ失う。残機は1UPやスコアで増え、残機が全て無くなるとゲームオーバーとなる。制限コンティニュー制。
基本的な動作は、移動とジャンプ、そしてしゃがむことである。このほかにも、通常よりも高く跳ぶことができる「八双飛び」や、この動作中に手裏剣を8つ消費して、8方向に手裏剣を飛ばす「八双手裏剣」がある。
また、これらの動作とは別に、様々な効果をもたらす「忍術」というシステムがあり、こちらも手裏剣同様回数制限があり、ラウンド内に忍術を増やすためのアイテムが存在する。
このほかにも、トラップアイテムとして爆弾が存在する。

## あらすじ
プロローグ
前作『忍 -SHINOBI-』において、主人公ジョー・ムサシは犯罪結社ZEEDを倒す。だが、ZEEDの残党が活動を再開し、忍びの里を襲撃して彼の師匠を殺害した挙句、嫁のナオコを誘拐する。
ROUND1（からくり屋敷前庭～からくり屋敷内部）

ROUND2（滝～夜の倉庫街）

ROUND3（軍事基地～輸送機内）

ROUND4（スクラップ工場～工場）

ROUND5（高層ビル～道路）

ROUND6（チャイナタウン～地下鉄）

ROUND7（波止場～船内）

ROUND8（秘密基地入口～基地内部）
ジョー・ムサシは、許嫁のナオコを見つけ、マスクド忍者と対決する。このボス戦のみ制限時間があり、背後で捕えられているナオコの頭上から下りてくる吊り天井が残りタイムになる。一定時間内（＝吊り天井が下りきる前）に倒さないとナオコが犠牲となりバッドエンドになってしまう。

## 登場キャラクター
ジョー・ムサシ
本作の主人公。手裏剣、刀、忍術を駆使する。忍術は、ジャンプの飛距離が伸びるもの、一定時間ダメージを受けなくなるものなど4種類あり、使用回数に制限があるが、使うタイミングを選べばかなりの威力を発揮する。
ナオコ
ジョー・ムサシの許嫁。
マスクド忍者
8面のボス。前作と同じ名前だが、デザインが一新され歌舞伎の連獅子のような姿になっている。髪を振り回したり、髪を飛ばして攻撃してくる。

## 開発
本作のディレクターを務めた大場規勝は、セガの家庭用ゲーム機の主流がセガ・マークIIIからメガドライブへ移行する中で、新しいことをしたいと考えており、すべての面において多重スクロールを取り入れようと思った。
また、当時のアメリカでは忍者が流行しており、同社のアーケードゲーム作品『忍 -SHINOBI-』にも人気が集まっていたことから、大場は忍者をテーマに据えることを思いついた。
ただし、大場はアーケードゲーム作品と家庭用ゲーム機用ソフトでは遊び方が異なるという考えから、同作の3年後を描いた続編という設定のもと、システムを家庭用ゲーム機向けに構築することにした。
新キャラクターであるナオコは、大場の義妹の名前からとられた。
題名の「ザ・スーパー忍」の由来について、大場は「当時のセガのソフトにはスーパー○○という題名が多く、なんとなく『スーパー忍』にするのが嫌で、意味もなく『ザ・』にこだわっていた」とファンからの質問に対する回答の中で説明している。
ゲームバランスの調整には細心の注意が払われ、ゲームの外でシミュレーションを重ねたほか、実際のプレイで難しいと思われる個所は敵の数を変更するなどして調整が行われた。
主人公ジョー・ムサシの技のうち、「八双手裏剣」と忍術は、アクションゲーム初心者が先に進めるようにするための施策として取り入れられた。
忍術のうち、自分の残機と引き換えに強力な攻撃を相手に浴びせる「微塵の術」は、お蔵入りとなった企画がもとになっており、家庭用ゲーム機向けソフトで機械的なコンティニューができるのは味気ないため、作品の設定と合わせて生み出された。
また、6面序盤のチャイナタウンのステージには、次のラウンドへの練習台として鉄骨の上を跳びながら移動するという仕掛けが用意された。
ボス戦は、プレイヤーが「微塵の術」を複数回使うことを想定しつつも、それ以外の方法でも攻略できるように調整された。たとえば、2面ボスのシャドーダンサーの場合、威力は微塵の術の半分ながらも、ヒット数の多い「火龍の術」で分身をいっぺんに倒すことができる。

### 複数のバージョン
最初に発売された「初期版」（バージョン0とも）においては、敵キャラクターの多くが他社の映画や漫画作品のキャラクターとデザインが似ており、デザインの差し替えを重ねた結果、複数のバージョンが生み出された。
たとえば、3面中ボスのロッキーの場合、「初期版」では『ランボー』に酷似していたが、のちのバージョンでは頭を丸めたデザインに変更された。
また、7面ボスの古代怪獣・モンスターGの場合、「初期版」ではゴジラそっくりのデザインだったが、「修正版」では骨だけのデザインに差し替えられた。
一方、6面ボスのメタモルフォーマーの場合、「初期版」においては最初にスパイダーマンに酷似した姿で登場した後、一定のダメージを与えるとバットマンに似た姿に変身したのに対し、のちのバージョンでは最初に現れたスパイダーマン本人を撃退した後、別のキャラクターが入れ替わりに登場する演出に変更された。
これは、当時セガが家庭用や業務用で『スパイダーマン』のゲームを別途リリースする際、版権元のマーベル・コミック側から版権を取得しアーケード版のプロモーションの一環として本作にも登場する契約が改めて行われたことに由来しており、マーベル側からデザインをよりスパイダーマン寄りにしてほしいという要望が寄せられたと大場はセガとのインタビューの中で話している。
また、この修正版では起動後、セガのロゴの後にスパイダーマンとマーベル社のコピーライト表記が映し出される。
この版は1993年にメガCD用オムニバスソフト『セガクラシック アーケードコレクション』にも海外版『ザ リベンジ オブ シノビ』名で収録されている。
なお、後に他機種でリリースされた版はマーベルとの契約失効によりスパイダーマンが正式に登場出来なくなったため、全身ピンクカラーの別キャラクターとして登場するようになった。これが現時点での最終修正版「バージョン4（仮）」である（他機種版の詳細については、#移植版を参照）。
さらに、パッケージ画像メガドライブ ミニへの収録に際しては、パッケージを模したキーイラストが当時の説明書に掲載された別のものに差し替えられている。

### 音楽
本作の音楽は古代祐三が手掛けた。古代はレッドブルとのインタビューの中で、日本ファルコム退社後に、『ザ・スキーム』や『ミスティー・ブルー』の制作を通じて、当時のアーケードゲームと同程度のFM音源を扱う経験を積んだため、制作上の問題はなかったと振り返っている。
また、元々古代はゲームセンターで『忍 -SHINOBI-』に親しんでおり、曲も知っていたため、その延長線で曲を作ろうと思ったと話している。
当初、古代は続編らしさを出そうと考えていたが、当時聞き始めていたクラブミュージックやディスコの要素を『ザ・スーパー忍』の持つ和風の世界観と合わせると面白いと思ったと話している。
当時の古代はプリンスをよく聞いており、本作の楽曲の中には『バットダンス』の影響を強く受けた曲も存在する。

## 移植版
| No. | タイトル                                               | 発売日                                           | 対応機種                                                             | 開発元          | 発売元       | メディア | 型式                                                                           | 売上本数・備考                                                                                          |
| --- | ------------------------------------------------------ | ------------------------------------------------ | -------------------------------------------------------------------- | --------------- | ------------ | --- | ------------------------------------------------------------------------------ | --- |
| 1   | セガクラシック アーケードコレクション                  | 1993年4月23日 1992年10月15日 1993年4月19日       | メガCD                                                               | セガ            | セガ         | CD-ROM | G-6012 4127                                                                    | |
| 2   | ザ・スーパー忍 The Revenge of Shinobi                  | 2009年3月10日 2009年8月7日 2009年8月17日         | Wii （バーチャルコンソール）                                         | セガ            | セガ         | ダウンロード |                                                                                | 日本では2019年1月31日 配信・販売終了                                                                    |
| 3   | The Revenge of Shinobi                                 | 2012年5月2日                                     | PC (Steam)                                                           | セガ            | セガ         | ダウンロード |                                                                                | 日本国内では購入不可                                                                                    |
| 4   | SEGA AGES ONLINE ザ・スーパー忍 The Revenge of Shinobi | 2012年5月23日 2012年5月21日 2012年               | PlayStation 3 （セガエイジスオンライン） Xbox 360 (Xbox Live Arcade) | セガ            | セガ         | ダウンロード |                                                                                | Xbox 360版は 『セガクラシックコレクション』に収録 2023年2月7日 Xbox 360向けストアでの配信・販売終了予定 |
| 5   | ザ・スーパー忍 The Revenge of Shinobi                  | INT 2017年7月26日                                | Android iPhone、iPad (iOS)                                           | セガ            | セガ         | ダウンロード |                                                                                | 2023年9月26日配信・販売終了                                                                             |
| 6   | Sega Genesis Classics                                  | 2018年5月29日 Switch 2018年12月7日 2018年12月6日 | Linux macOS PlayStation 4 Xbox One Nintendo Switch                   | d3t セガ        | セガ         | ダウンロード (Steam、PlayStation Store、 Microsoft Store、 ニンテンドーeショップ) BD-ROM Nintendo Switch専用ゲームカード | PS4: CUSA-10828 CUSA-09771 XBO: INL-SE10663080 Switch: HAC-P-AQGKB HAC-P-AQGKA | |
| 7   | ザ・スーパー忍 The Revenge of Shinobi                  | INT 2019年9月19日                                | メガドライブ ミニ                                                    | エムツー        | セガゲームス | プリインストール |                                                                                | 本体にあらかじめ収録されている 42作品のひとつ                                                           |
| 8   | The Revenge of Shinobi                                 | 2022年10月27日                                   | SEGA Genesis Mini 2                                                  | エムツー        | セガ         | プリインストール | MK-16310                                                                       | |
| 9   | セガ メガドライブ for Nintendo Switch Online           | 2023年6月28日 2023年6月27日                      | Nintendo Switch                                                      | 任天堂 エムツー | 任天堂       | ダウンロード | -                                                                              | |

## スタッフ
- プロデューサー、プログラム・コーディネーター：YAMAICHI（山本圭一）
- プログラマー：MIZORAN（溝口松秀）、KOTTSU
- アシスタント・プログラマー："ORE" ...BAKA、SAT MAN
- サウンド・コーディネーター、サウンド・プログラマー：BO（上保徳彦）
- 音楽：古代祐三
- チーフ・デザイナー：静岡太郎
- デザイン：THOMAS YUUDA（湯田高志）、ATSUMIYA SEISHI（清宮敦嗣）
- アシスタント・コーディネーター、コーヒー・メーカー：PAL-KO
- 企画、コーディネーター：THE ALIVE（大場規勝）
- スペシャル・サンクス：HARISEN F、COMI、EMIRIN（山本恵美子）

## 評価
- ゲーム誌『ファミコン通信』の「クロスレビュー」では、7・6・8・7の合計28点（満40点）になっており[28][18]、レビュアーの意見としては、「なんつーても音楽がイカス。音楽を聴くためだけに買ってもいいかね、なんて思ったりするほど」、「難易度も高めで難しいのは確かだが、私のように『忍』タイプのゲームを好む人ならきっと納得いくと思う」などと評されている[28]。

- ゲーム誌『メガドライブFAN』の読者投票による「ゲーム通信簿」での評価は以下の通り21.72点（満30点）となっている[1]。また、同雑誌1991年7月号特別付録の「MEGADRIVE ALL CATALOG」では、「美しい背景と古代祐三のサウンドが、見事に融合した不朽の名作」と紹介されている[29]。さらに、同雑誌1993年7月号特別付録の「メガドライブ&ゲームギア オールカタログ'93」では、「メガドライブ初期の傑作」と紹介されている[1]。

| 項目 | キャラクタ | 音楽 | 操作性 | 熱中度 | お買得度 | オリジナリティ | 総合  |
| 得点 | 3.63       | 3.88 | 3.49   | 3.66   | 3.61     | 3.45           | 21.72 |

- ゲーム誌『BEEP!メガドライブ』の「BEメガ・ドッグレース」では8、9、9、7の合計33点（満40点）[24]。レビュアーは3ボタンを使いこなしたり序盤は難しいが何度もプレイすればクリアできる決して低くない難易度なのが良くてグラフィック、サウンド、バランスのある佳作であり雑魚ボスなどキャラクターが個性的、古代祐三ファンや今までのアクションゲームに物足りない人向けだとした[24]。

- ドラゴンは5/5の星を与えたが最後のボス戦は難し過ぎると批判した[17]。MegaTechは「スマートなゲームプレイ、グラフィック、サウンド」を賞賛した。Megaは史上最高のメガドライブゲームの18番目に本作を選んだ[30]。著作家のグレン・ルーベンスタイン（英語版）は本作の批評で「セガクラシック アーケードコレクション1作目に収録された1つであり今までセガが辿ってきた道程を示している」と述べた[23]。

- ゲーム本『メガドライブ大全』（2004年、太田出版）では、「本作はリアル路線で描かれた主人公と、ハジけた敵が絶妙のバランスで溶け合っている」、「敵キャラはリアル路線の主人公とは対照的に『尼僧のふりをしたクノイチ』『カンフー使い』『どっかで見たような怪獣』など、イイ意味でB級テイスト。大らかなオマージュが時代を象徴している」と評している[27]。

- パソコン関連雑誌『マイコンBASICマガジン』の「チャレンジ! セガ・メガドライブ」のライター紹介記事では、アーケード版がある前作『忍 -SHINOBI-』を踏まえて、「最初からメガドライブ用につくられているから画面構成などに無理がない」「素直にきれいな画面作り、と感じられるのがうれしい」と画面構成関係は肯定的な評価である[7]。また古代祐三が手がけている音楽については、「これも『スーパー忍』の大きな魅力の一つと言えよう」と述べている[7]。

### 後世への影響
大場は、古代が手掛けた音楽を気に入り、『ベア・ナックル』においても彼を起用したほか、効果音の一部を流用している。

## 忍シリーズ一覧
前述したとおり、セガがリリースしたニンジャアクションゲームは設定や主役キャラなどは別々でもテイストを継承しているという意味において「忍シリーズ」として一まとめで扱われることが多い。以下は各タイトルの列挙（本項末の「忍シリーズ」一覧テンプレートも参照）。
- 忍 -SHINOBI-（1987年、アーケード）
- ザ・スーパー忍（1989年、メガドライブ）
- シャドーダンサー（1990年、アーケード & メガドライブ）
- The Cyber Shinobi（1990年、セガ・マスターシステム）※
- The GG忍（1991年、ゲームギア）
- The GG忍2（1992年、ゲームギア）
- ザ・スーパー忍II（1993年、メガドライブ）
- 新・忍伝（1995年、セガサターン）
- The Revenge of Shinobi（2002年、ゲームボーイアドバンス）※
- Shinobi（2002年、PlayStation 2）
- Kunoichi -忍-（2003年、PlayStation 2）
- Shinobi 3D（2011年、ニンテンドー3DS）

※…日本国内未発売